# Prawa fizyki
Prawa fizyki – pojęcia określające pewien niezmiennik występujący w przyrodzie.
Dobrze sprecyzowane, powszechnie przyjęte, podstawowe i ważne teorie w fizyce są nazywane prawami fizyki. Niektóre podstawowe prawa fizyki zostały sformułowane w formie praw zachowania i są nazywane zasadami, a w celu odróżnienia od innych znaczeń słowa „zasada” zasadami fizycznymi. Większość praw fizyki jest wyrażona w języku matematyki i w prosty sposób formułowana jest przy pomocy prawidłowości wyrażonych symbolami matematycznymi ujętymi we wzory.
Ważnym podziałem praw fizyki jest podział na:
- prawa empiryczne (doświadczalne) – prawa wynikające z analizy doświadczeń, bardzo często mające charakter ekstrapolacji wyników doświadczeń
- prawa teoretyczne – prawa wynikające z wcześniejszych teorii i matematycznej analizy zagadnienia.

Prawa fizyki, zarówno doświadczalne jak i teoretyczne, oparte są na doświadczeniu, które jest ostatecznym kryterium ich prawdziwości. Każde prawo fizyki może być podważone, jeśli przeprowadzone zostanie doświadczenie, które temu prawu zaprzeczy. W tym sensie prawa fizyki nie mogą być traktowane jako prawdy ostateczne. Ale w większości przypadków nowe prawa nie dyskwalifikują całej wcześniejszej wiedzy – stare prawa stają się zazwyczaj przypadkiem szczególnym, przybliżeniem lub częścią nowych praw.
Chociaż, jak wszystkie naukowe teorie, prawa fizyki są  tymczasowe (obowiązują tylko w pewnym zakresie), ich treść może ewoluować w wyniku nowych odkryć, w wyniku zmiany definicji (postrzegania) wielkości, które one opisują.
Bardzo często prawa czysto empiryczne zmieniają się w prawa teoretyczne w wyniku rozwoju teorii. Dobrym przykładem jest prawo powszechnego ciążenia sformułowane przez Isaaca Newtona, które pierwotnie było wynikiem obserwacji, lecz wraz z rozwojem teorii fizycznych i matematycznych stało się  szczególnym przypadkiem prawa Gaussa. Doskonałym przykładem prawa czysto teoretycznego jest natomiast szczególna teoria względności – Albert Einstein sformułował ją tylko na podstawie postulatu, że prędkość światła w próżni jest niezmiennicza w każdym układzie odniesienia.

## Prawa fizyczne
Wybrane prawa fizyczne:
- prawo Ampère’a
- prawo Archimedesa
- prawo Avogadra
- prawo Babo
- prawo Beera
- prawo Bernoulliego
- prawo Biota-Savarta
- prawo Boyle’a-Mariotte’a
- prawo Bragga
- prawo Bunsena-Grahama
- prawo Charles’a
- prawo Coulomba
- prawo Curie
- prawo Daltona
- prawo Dulonga-Petita
- prawo Faradaya elektrolizy
- prawo Faradaya indukcji elektromagnetycznej
- prawo Fouriera
- prawo Gaussa
- prawo Gaussa (elektryczność)
- prawo Gaussa (magnetyzm)
- prawo Gay-Lussaca (gaz doskonały)
- prawo grawitacji
- prawo Grahama
- prawo Hagena-Poiseuille'a
- prawo Hooke'a
- prawo Hubble'a
- prawo Joule’a gazu doskonałego
- prawo Joule’a-Lenza
- prawo Kirchhoffa (chemia fizyczna)
- prawo Kirchhoffa pierwsze
- prawo Kirchhoffa drugie
- prawo Lamberta
- prawo Lamberta-Beera
- prawo Lenza
- prawo Moseleya
- prawo Malusa
- prawo Ohma
- prawo Pascala
- prawo powszechnego ciążenia
- prawo promieniowania temperaturowego
- prawo przesunięć (fizyka jądrowa)
- prawo Raoulta
- prawo rozpadu naturalnego
- prawo Stefana-Boltzmanna
- prawo stygnięcia
- prawo Wiena